# Jared Kushner
Jared Corey Kushner (n. 10 ianuarie 1981, Livingston⁠(d), New Jersey, SUA) este un dezvoltator imobiliar și investitor american, publicist și fost Consilier Superior al socrului său, fostul președinte Donald Trump.
Împreună cu alți consilieri, el forma echipa de conducere a lui Trump. Kushner a fost considerat cel mai de încredere sfătuitor al președintelui Trump, dovedindu-i acestuia „loialitate neclintită”.